# 安雪璃
安 雪璃（あん ゆり、7月4日 - ）は、日本で活動している女性声優。中国北京市出身。アリア・エンターテインメント芸能部S所属 。

## 略歴
主に声優として活動しており、AiriS名義で作品に出演していたが、2021年からは安雪璃として活動している。また声優・舞台での活動だけでなく、bilibiliやYouTubeで配信も行っている。
日本語能力試験N1の資格を持ち、ゲームシナリオの翻訳にも携わっていた。
2021年10月、日中友好女子シンガーコンテストにてグランプリを受賞、日中友好青年大使に任命された。
2022年2月18日、株式会社Sに所属することが発表された。
2023年1月26日、バーチャル世界での活動が発表された。Vtuberのキャラデザインは藤真拓哉。

## 人物
- 声優を目指すきっかけはアニメ「けいおん！」。憧れの声優は川澄綾子。
- 宝塚観劇と乗馬が趣味[1]。朝美絢のファンである[6]。

- 特技はバイオリン演奏。『舞台リニアダッシュ！POLE POSITION』でもその腕前を披露している。

## 出演
太字はメインキャラクター。

### テレビアニメ
2019年
- あんさんぶるスターズ！(観客)

2020年
- いわかける！ - Sport Climbing Girls -（姫ポン）

2021年
- エビシー修業日記（エビコ）

- まめくんを食べてください（まめくん）

2024年
- ラブライブ!スーパースター!!3期 （生徒）

### WEBアニメ
- ReVdol! -VIRTUAL IDOLS NEXT TO YOU-（アイ・キルドルフ[9]）

### ゲーム
- クローバーシアター〔四叶草剧场〕（白、イスルド〔伊丝露德〕、パキーナ〔帕琪娜〕[10]）（中国語版）
- 戦艦少女R〔战舰少女R〕（海王星、米娅、最上[1]）（中国語版）
- アビス・ホライズン〔深渊地平线〕（瑞鶴[1]）（中国語版）
- 最終王冠（テフヌト〔泰芙努特〕[1]）（中国語版）
- 「空之要塞：启航」花梨、嘉尔娜（中国語）
- 「ブルーアーカイブ」簡体字中国語版  砂狼シロコ（中国語）
- 「鈴蘭の剣」少年、少女
- 「新月同行」荔倾 （中国語）

### ドラマCD
- SHOWMAN'S『ボイスドラマCD リニアダッシュ！VOICE01 ADMISSION』（アンサンブル）
- うたの☆プリンセスさまっ♪BACK to the IDOL ドラマCD「Queen’s Halloween party!」（2023年、双星すばる）

### 舞台
- SHOWMAN'S『舞台リニアダッシュ！POLE POSITION』（2021年11月20日 - 11月23日、R'sアートコート）（アンサンブル[11]）

### 朗読劇
- ゆめかばLABO第四回公演「ロミオとジュリエットの落し物」（2022年10月4日、新宿アルタKeyStudio）（芹沢紅羽）
- ゆめかばLABO第十二回公演「ゴーストアイデンティティー」（2023年8月15日、新宿アルタKeyStudio）(真島櫻)
- NOVA READING vol.6「半分嫌いで半分好き」（2025年3月29日、Route Theater）(ママ)
- ゆめかばLABO第三十回公演「ルームシェアの恩人」（2025年7月24日、小劇場シアターマーキュリー新宿(東京都)）(ナギサ)

### その他
- コミックPV『欢迎来到兽耳庄』（范团团）
- モバイルゲームPV『アーテリーギア-機動戦姫-〔机动战姬〕[12]』（フェイル〔菲尔〕）
- OPENREC.tv配信「Sチャネル祭り」2022年4月30日
- ラジオ番組「よりこのうたラジ」Sチャンネル出張版、2022年06月分（93-96回）櫻川めぐと担当
- ラジオ番組「よりこのうたラジ」Sチャンネル出張版、2022年10月分（114-117回）小日向美香と担当
- うたの☆プリンセスさまっ♪BACK to the IDOL（2023年、双星すばる）

### イベント
- 第1回日中友好女子シンガーコンテスト(2021年10月2日、アイドルステージ)（中国人部門グランプリ、さくらシンデレラ賞[4]）

## ディスコグラフィ

### キャラクターソング
| 発売日         | 商品名                   | 歌           | 楽曲                                 | 備考                                               |
| -------------- | ------------------------ | ------------ | ------------------------------------ | -------------------------------------------------- |
| 2023年8月8日   | FIRST PROMISE            | SILENT QUEEN | 「FIRST PROMISE」 「Ceremony Q」     | 『うたの☆プリンセスさまっ♪BACK to the IDOL』関連曲 |
| 2023年10月18日 | Queen’s Halloween party! | SILENT QUEEN | 「Queen of the Dark」                | 『うたの☆プリンセスさまっ♪BACK to the IDOL』関連曲 |
| 2024年2月20日  | QUEEN’S ROAD             | SILENT QUEEN | 「QUEEN’S ROAD」 「Echoes of Tears」 | 『うたの☆プリンセスさまっ♪BACK to the IDOL』関連曲 |
| 2024年8月27日  | カミカクサレ             | SILENT QUEEN | 「カミカクサレ」 「Circulate Wish」  | 『うたの☆プリンセスさまっ♪BACK to the IDOL』関連曲 |

### ユニットメンバー
1. ↑  白鳥風香（鈴木杏奈）、双星きらら（各務華梨）、双星すばる（安雪璃）